# Бунгі
Бунгі (рум. Bunghi) — село у повіті Нямц в Румунії. Входить до складу комуни Поєнарі.
Село розташоване на відстані 285 км на північ від Бухареста, 56 км на схід від П'ятра-Нямца, 45 км на південний захід від Ясс.

## Населення
За даними перепису населення 2002 року у селі проживали 242 особи, усі — румуни. Усі жителі села рідною мовою назвали румунську.